# Helen Eugenia Hagan
Pour les articles homonymes, voir Hagan.
Helen Eugenia Hagan (née le 10 janvier 1891 et morte le 6 mars 1964) est une pianiste, professeure de musique et compositrice américaine d'origine africaine. 

## Biographie
Helen Eugenia Hagan naît à Portsmouth, New Hampshire. Ses parents sont John A. et Mary Estella Neal Hagan. Elle étudie le piano avec sa mère puis dans les écoles publiques de New Haven, Connecticut. Vers l'âge de neuf ans, elle commence à jouer de l'orgue pour la Dixwell Avenue Congregational Church à New Haven.
Elle étudie à l'Université Yale avec Stanley Knight et obtient un baccalauréat en musique en 1912. En mai 1912, elle se produit comme soliste sur le Concerto en ut mineur qu'elle a composé, lors d'une représentation par l'Orchestre symphonique de New Haven dirigé par Horatio Parker,. Ce faisant, elle devient la première afro-américaine connue à obtenir un diplôme de Yale. Elle reçoit la bourse Samuel Simmons Stanford pour étudier à Paris, avec Blanche Selva et Vincent d'Indy, et sort diplômée de la Schola Cantorum en 1914. Elle retourne aux États-Unis au début de la  Première Guerre mondiale et commence une carrière de pianiste de concert, en tournée de 1915 à 1918. En 1918, elle était directrice musicale (présidente du département de musique) au Tennessee Agricultural and Industrial State College. Au début de 1919, elle part en France pour divertir les troupes noires de l'Afrique Équatoriale Française, avec Joshua Blanton et le révérend Henry Hugh Proctor, sous les auspices du YMCA. Le général John Pershing demande personnellement qu'elle divertisse les troupes.
En 1920, Hagan épouse John Taylor Williams de Morristown, New Jersey tout en poursuivant sa carrière de concertiste (ils divorcèrent vers 1931). Elle dispose d'un studio de musique à Morristown pendant plus d'une décennie et est la première afro-américaine admise à la Chambre de commerce de Morristown. Elle enseigne au Conservatoire de musique Mendelssohn de Chicago et obtient une maîtrise ès arts au Teachers College de l'Université de Columbia. Dans les années 1930, elle est doyenne de la musique au Bishop College à Marshall, au Texas. En parallèle, elle poursuit sa carrière de directrice de chœur et d'organiste. Elle meurt de maladie à New York. 
Le 29 septembre 2016, un monument financé de manière participative pour la tombe non marquée de Hagan est dévoilé au cimetière Evergreen de New Haven. Ce jour est déclaré « Journée de la musique des femmes » par le maire de New Haven, Toni Harp. Le concert d'ouverture de la saison du New Haven Symphony Orchestra ce soir-là est donné en l'honneur d'Helen Eugenia Hagan ,,,.
L'École de musique de l'Université de Yale fait réorchestrer le Concerto en ut mineur d' Helen Hagan à partir de partitions existantes et prévoit de faire interpréter l'œuvre rejouée par le Yale Philharmonia. Cependant, la crise sanitaire du COVID-19 impose le report du concert de novembre 2020.

## Œuvres
La seule œuvre d'Helen Hagan qui nous soit parvenue est le Concerto en ut mineur pour piano et orchestre[source insuffisante].  Les autres compositions sont perdues, elles incluent des pièces pour piano et une sonate pour violon . 
L'orchestre symphonique de New Haven défend son héritage. Il incite quiconque qui serait en possession d'une partition de sa musique de les contacter par internet .